# Aeroporto di Maceió-Zumbi dos Palmares
L'Aeroporto Internazionale Zumbi dos Palmares (IATA: MCZ, ICAO: SBMO) è lo scalo di Maceió, nello stato dell'Alagoas, in Brasile.
L'aeroporto, collegato alle principali città del Brasile, opera anche voli da e per il Portogallo e l'Argentina. La pista dello scalo, in asfalto, è lunga 2.600 metri, larga 45, orientata 12/30 e dotata di sistema PAPI.
Il terminal (22.000 m²), che ospita diversi negozi, dispone di quattro ponti d'imbarco con accesso diretto agli aeromobili (fingers), dei quali due con capacità di attracco per aeromobili di grandi dimensioni.
L'aeroporto è intitolato a Zumbi dos Palmares, eroe brasiliano nella lotta per i diritti dei neri.